# Dubiraphia vittata
Dubiraphia vittata is een keversoort uit de familie beekkevers (Elmidae). De wetenschappelijke naam van de soort werd in 1844 gepubliceerd door Frederick Ernst Melsheimer.